# Океанская (станция)
Океанская — железнодорожная станция Владивостокского отделения Дальневосточной железной дороги. Находится на берегу бухты Бражникова. Тип основной платформы — островная.

## История
23 мая 1916 года близ станции Океанской в юбилейные дни в память 25-летия посещения Императором Владивостока был заложен город-сад.
В годы Гражданской войны была занята белыми и японскими войсками, покинувшими станцию 22 октября 1922 года.
Электрифицирована в 1962 году.

## Движение поездов
Через станцию проходят маршруты всех городских и скоростных электропоездов. Пассажирские поезда проходят станцию без остановки. Имеет ряд тупиковых веток.